# Lexicon Islandico-Latino-Danicum
Lexicon Islandico-Latino-Danicum (pol. Słownik islandzko-łacińsko-duński, znany także jako Orðabók Björns Halldórssonar – Słownik Björna Halldórssona) – trójjęzyczny słownik, opublikowany na Islandii.
Autorem słownika był Björn Halldórsson, a słownik został napisany na zlecenie Rasmusa Christiana Raska. Prace nad dziełem trwały 15 lat i zakończyły się w 1786 roku, po czym słownik wysłano do Kopenhagi do druku. Jednak książka została wydana dopiero w 1814 roku, po wprowadzeniu poprawek. 
Słownik zawiera około 30 000 słów, które były najbardziej popularne w XVIII wieku.
Słownik ma bardzo duże znaczenie dla badaczy historii języka islandzkiego.
W 1992 roku ukazało się nowe wydanie słownika autorstwa Jóna Aðalsteinna Jónssona.